# Rudolf Hohl (Mediziner)
Anton Rudolf Hohl (* 5. September 1838 in Halle an der Saale; † 23. Juni 1872 in Bad Wittekind) war ein deutscher Mediziner.

## Leben
Rudolf Hohl war der Sohn des Professors Anton Friedrich Hohl. Er wurde auf einem Gymnasium in Halle vorgebildet und studierte dann an der Universität Halle Medizin. Später wechselte er an die Universität Würzburg. Erstgenannte Universität promovierte ihn 1863 zum Doktor der Medizin. Anschließend bildete er sich an der Klinik der Mundkrankheiten von Eduard Albrecht (1823–1883) fort. Seit 1865 wirkte er in Halle als praktischer Arzt und Zahnarzt. An der Universität wurde er 1868 außerdem für Zahnheilkunde habilitiert. Er starb an einer Lungenerkrankung, an der er seit 1864 litt.
Rudolf Hohl wurde auf dem halleschen Stadtgottesacker bestattet, sein Grab ist erhalten.

## Werke
- De atropini effectu (Dissertation, 1863)
- De novis pulpae dentis formationibus (Habilitationsschrift, 1868; deutsch: Über Neubildungen der Zahnpulpe)